# Abua
L’abua, ou abuan, est une langue du delta central parlée au Nigeria.

## Écriture
| a  | aa | ạ  | ạạ | b | ḅ | d  | ḍ  | e | ee | ẹ  | ẹẹ | f  | g | gb | gh |
| i  | ii | ị  | ịị | j | k | kp | l  | m | n  | nm | ng | ny | o | oo | ọ  |
| ọọ | p  | ph | r  | s | t | u  | uu | ụ | ụụ | v  | w  | y  | z |    |    |

Les tons peuvent être indiqués à l’aide de signes diacritiques :
- le ton haut avec l’accent aigu, par exemple ólóm « rame » ;
- le ton bas sans accent, par exemple olom « mari » ;
- le faille tonale haute avec le macron, par exemple olóm̄ « mordre ».